# Ró-Ró
Ró-Ró, właśc. Pedro Miguel Carvalho Deus Correia (ur. 6 sierpnia 1990 w Algueirão - Mem Martins) – katarski piłkarz portugalskiego pochodzenia grający na pozycji obrońcy w katarskim klubie Al-Sadd i reprezentacji Kataru. Złoty medalista Pucharu Azji 2019.

## Kariera
Ró-Ró występował w wielu młodzieżowych portugalskich zespołach. Karierę zaczynał w Mem Martins. Następnie grał w juniorskim zespole Benfiki. Później występował w Estrela Amadora, GD Estoril Praia i SC Farense, gdzie rozpoczął seniorską karierę. Po roku przeniósł się do S.C. Mineiro Aljustrelense. W 2011 roku przeprowadził się do Kataru. Tam przez 5 lat grał w Al Ahli Ad-Dauha. W 2016 przeniósł się do Al-Sadd. Z klubem trzykrotnie (2019, 2021, 2022) wygrywał Qatar Stars League oraz wielokrotnie triumfował w krajowych pucharach.
Pedro Miguel Correia w reprezentacji Kataru zadebiutował 19 marca 2016 roku w meczu z Chinami. Pierwszego gola zdobył w meczu z Irakiem 23 grudnia 2017 roku. Wystąpił we wszystkich meczach na Pucharze Azji 2019 jako prawy obrońca. Katar wygrał ten turniej, a Ró-Ró zdobył złoty medal. Został powołany także na Copa América 2019, Złoty Puchar CONCACAF 2021 oraz Mistrzostwa Świata 2022.